# مقاطعة أورانج (كاليفورنيا)
مقاطعة أورانج (بالإنجليزية: Orange County)‏ هي إحدى مقاطعات ولاية كاليفورنيا في الولايات المتحدة الأمريكية.

## أعلام
- سوني
- مايك ميلس
- كارل شاي
- ساموا جو
- جيمس وركمان